# 1707 au théâtre
| Années du théâtre : 1704 - 1705 - 1706 - 1707 - 1708 - 1709 - 1710    |
| Décennies du théâtre : 1670 - 1680 - 1690 - 1700 - 1710 - 1720 - 1730 |

## Événements
- Dans la lutte qui les oppose au privilège accordé à la Comédie-Française d'être la seule à représenter des spectacles de théâtre à Paris, les théâtres de la foire (Foire Saint-Germain et foire Saint-Laurent), qui ont l'interdiction de dialoguer sur scène, ont recours aux monologues (un seul acteur parle, les autres miment l'action).

## Pièces de théâtre représentées
- 8 mars : La Ruse du petit maître (The Beaux' Stratagem), comédie de George Farquhar, Queen's Theatre à Haymarket, Londres.
- 14 mars : Atrée et Thyeste, tragédie de Crébillon père
- 15 mars : Don César Ursin et Crispin rival de son maître, comédies d'Alain-René Lesage
- 8 octobre : Le Diable boiteux, comédie de Dancourt
- Tomyris de Marie-Anne Barbier

## Naissances
- 25 février : Carlo Goldoni
- Date précise inconnue ou non renseignée :
  - Nicolas La Grange, dramaturge français, mort en 1767.

## Décès
- 29 avril : George Farquhar, auteur dramatique irlandais, né vers 1677.
- 3 mai : Michel de Swaen, poète et dramaturge des Pays-Bas espagnols puis du royaume de France, de langue néerlandaise, né le 20 janvier 1654.
- 14 juillet : Noël Lebreton de Hauteroche, acteur et dramaturge français, né en 1617.
- Date précise non connue : 
  - Edward Ravenscroft, dramaturge anglais, mort vers 1654.